# Estádio Municipal Francisco Sánchez Rumoroso
O Estádio Municipal Francisco Sánchez Rumoroso é um estádio multi-uso situado em Coquimbo no Chile. É mais usado para partidas de futebol e é utilizado pelo Coquimbo Unido no mando de suas partidas. Foi inaugurado em 1 de julho de 1970 com capacidade para 15.000 espectadores.
Em 2007, foi selecionado como uma das sedes da Copa do Mundo de Futebol Feminino Sub-20 de 2008 e, para se adequar aos padrões da FIFA, foram feitas reformas e a capacidade foi aumentada para 18.000 espectadores. O estádio tem a forma de um navio em homenagem a tradição marítima, seu famoso porto e a tradição pirata da cidade.
Em 21 de outubro de 2008, aconteceu a cerimônia de reinauguração do estádio, mas a primeira partida foi em 9 de novembro de 2008 na abertura da Copa do Mundo Sub-20 entre a Nova Zelândia e Nigéria, com vitória por 3 a 2 da Seleção Nigeriana.